# ウリ・シュタイン
ウリ・シュタイン（Ulrich "Uli" Stein、1954年10月23日 -）は、ドイツ・ハンブルク出身の元サッカー選手で西ドイツ代表。ポジションはGK。

## 経歴
西ドイツ代表として、1983年6月7日にユーゴスラビア戦で代表デビュー、1986年のFIFAワールドカップ・メキシコ大会に第2GKとして参加したが、出場機会は与えられなかった。
キャリアの殆どをハンブルガー、フランクフルトで過ごした。ハンブルガーの黄金期を支えたGKで、2度のリーグ優勝の他、1982-83シーズンには、チャンピオンズカップ決勝でユヴェントスを破って優勝を果たした。1983年のインターコンチネンタルカップでは、グレミオに1-2で敗れた。1987年のスーパーカップで対戦したFCバイエルン・ミュンヘンのユルゲン・ウェグマンズにパンチを喰らわせ、チームから放出された。その後、フランクフルトで7シーズンプレーした後、1994-95シーズンに複帰した。
引退後は、ナイジェリア代表のGKコーチなどを務めた。

## タイトル
ハンブルガー
- ブンデスリーガ : 1981-82, 1982-83
- チャンピオンズカップ : 1982–83
- DFBポカール : 1986-87

フランクフルト
- DFBポカール : 1987-88

個人
- キッカー選出ブンデスリーガベスト11 : 1983-84, 1990-91